# Manuel de Faria e Sousa

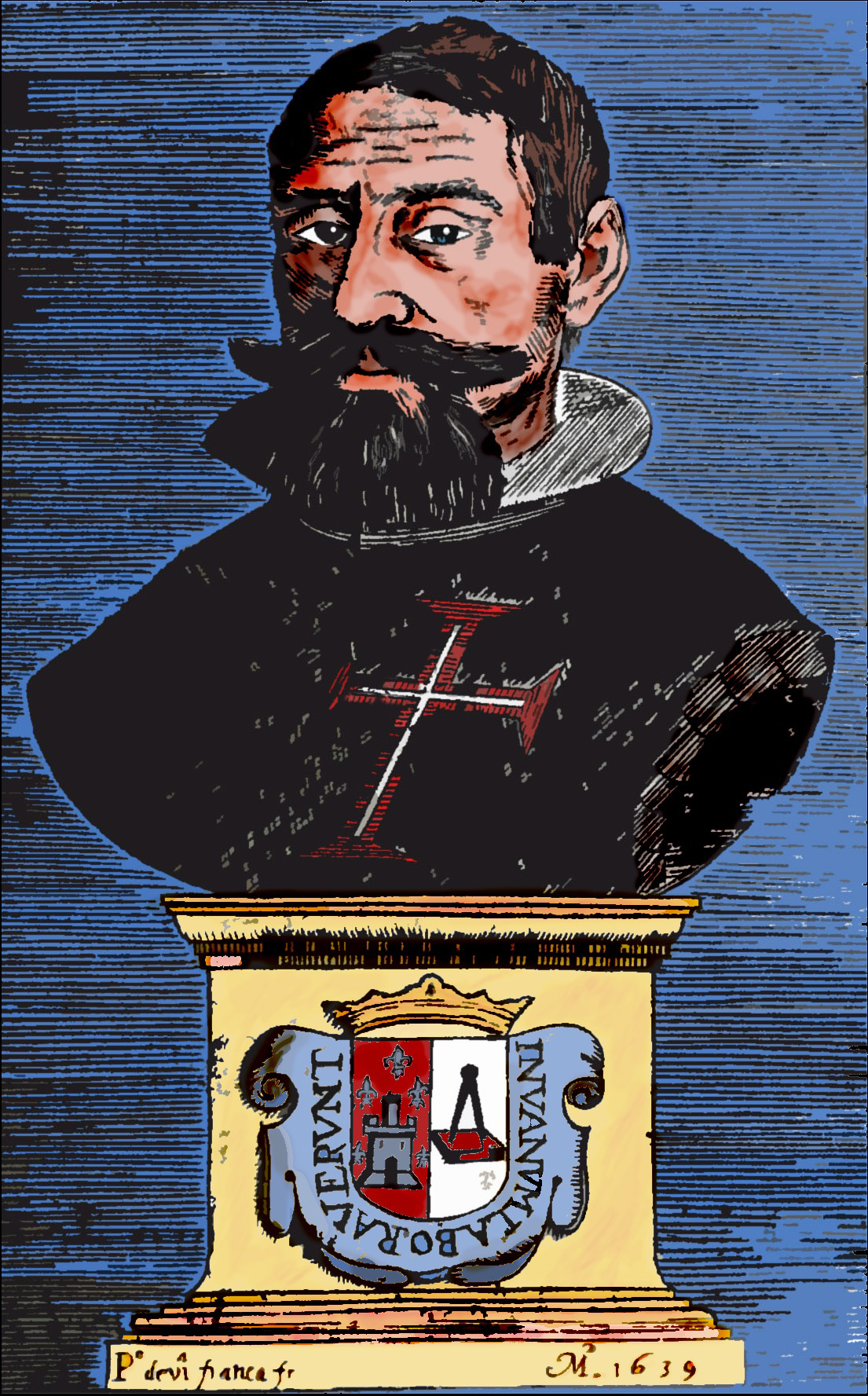
Manuel de Faria e Sousa

Manuel de Faria e Sousa, 18 mars 1590, död 3 juni 1649, var en portugisisk-spansk författare.
Faria e Sousa föddes i Portugal, studerade i Salamanca och uppehöll sig sedan mestadels i Madrid. Hans ymniga alstring, dels och huvudsakligen på spanska, dels på portugisiska, omfattar framförallt lyrisk poesi i Góngoras stil, samt historia. Det mesta av lyriken ingår i Divinas y humanas flores (4 band, 1624-27), historieverken behandlar huvudsakligen Portugal. Faria e Sousas främsta verk är Comentarios à la Lusíada (1639).